# Seramzee
De Seramzee (historisch: Ceramzee) is een randzee van de Grote of Stille Oceaan, gelegen in Indonesië ten noorden van het eiland Seram. In het noordwesten grenst de Seramzee aan de Molukse Zee, in het noordoosten aan de Zee van Halmahera en in het zuiden aan de Bandazee. In het westen ligt de Golf van Berau van West-Papoea.